# وينفيلد سكوت (كاتب أغاني)
وينفيلد سكوت (بالإنجليزية: Winfield Scott)‏ هو كاتب أغاني أمريكي، ولد في 27 نوفمبر 1920، وتوفي في 26 أكتوبر 2015.

## روابط خارجية
- وينفيلد سكوت على موقع IMDb (الإنجليزية)
- وينفيلد سكوت على موقع ميوزك برينز (الإنجليزية)
- وينفيلد سكوت على موقع ميوزك برينز (الإنجليزية)
- وينفيلد سكوت على موقع ديسكوغز (الإنجليزية)
- وينفيلد سكوت على موقع ديسكوغز (الإنجليزية)